# Tovomita stergiosii
Tovomita stergiosii là một loài thực vật có hoa trong họ Bứa. Loài này được Cuello mô tả khoa học đầu tiên năm 2003.